# Triacanthella frigida
Triacanthella frigida är en urinsektsart som beskrevs av Cassagnau 1959. Triacanthella frigida ingår i släktet Triacanthella och familjen Hypogastruridae. Inga underarter finns listade i Catalogue of Life.